# Toon Clynhens
Toon Clynhens, né le 9 février 2001 à Hever, est un coureur cycliste belge.

## Biographie
En 2019, Toon Clynhens termine notamment huitième du Tour des Flandres juniors (moins de 19 ans),. Il est également sélectionné à plusieurs reprises en équipe nationale de Belgique. L'année suivante, il rejoint l'équipe EFC-L&R-Vulsteke pour ses débuts espoirs (moins de 23 ans). Il ne délaisse pas pour autant sa scolarité en poursuivant des études d'ingénieur à la KU Leuven.
Lors de la saison 2021, il devient un membre régulier de l'équipe de Belgique espoirs. Il se révèle au mois de juin en terminant troisième de la Course de la Paix-Grand Prix Jeseníky, une manche de la Coupe des Nations Espoirs, où il montre ses qualités de grimpeur. Le mois suivant, il finit cinquième du Tour du Piémont pyrénéen en France. Il est cependant brisé dans son élan par une chute sur la première étape du Tour de la Vallée d'Aoste. Victime d'une fracture de la clavicule, il est écarté des compétitions pendant plusieurs semaines. Il conclut néanmoins sa saison par une septième place sur le Tour de Lombardie amateurs.
En 2022, il décide de rejoindre l'équipe continentale Elevate p/b Home Solution Soenens, afin de disposer d'un meilleur programme de courses. Au printemps, il finit cinquième de la Flèche ardennaise. Il brille ensuite de nouveau sur la Course de la Paix-Grand Prix Jeseníky en terminant sixième du classement général. À partir du mois d'aout, il devient stagiaire au sein de la formation française Arkéa-Samsic.
Il passe finalement professionnel en 2023 au sein de l'équipe Flanders-Baloise, qui l'engage pour une durée de deux ans.

## Palmarès et résultats

### Palmarès par année
- 2021
  - 3e de la Course de la Paix-Grand Prix Jeseníky

### Classements mondiaux
| Année                                 | 2021 | 2022  |
| ------------------------------------- | ---- | ----- |
| Classement mondial                    | 897e | 1211e |
| UCI Europe Tour                       | 686e | 848e  |
|                                       |      |       |
| Légende : nc = non classéSource : UCI |      |       |